# عمر بوگیل
عمر بوگیل (عربی: عمر خالد شعبان؛ زادهٔ ۳ ژانویهٔ ۱۹۹۴) بازیکن فوتبال اهل لبنان است.
از باشگاه‌هایی که در آن بازی کرده‌است می‌توان به باشگاه فوتبال فارست گرین راورز اشاره کرد.
وی همچنین در تیم ملی فوتبال لبنان بازی کرده‌است.